# Лемпасас (округ, Техас)
Шаблон:StateAbbr_ 31°11′ пн. ш. 98°14′ зх. д. / 31.19° пн. ш. 98.24° зх. д.
Округ  Лемпасас (англ. Lampasas County) — округ (графство) у штаті  Техас, США. Ідентифікатор округу 48281.

## Історія
Округ утворений 1856 року.

## Демографія
За даними перепису 2000 року загальне населення округу становило 17762 осіб, зокрема міського населення було 6924, а сільського — 10838. Серед мешканців округу чоловіків було 8714, а жінок — 9048. В окрузі було 6554 домогосподарства, 4877 родин, які мешкали в 7601 будинках. Середній розмір родини становив 3,08.
Віковий розподіл населення поданий у таблиці:
| Стать    | До 15 років | 15-21 | 22-29 | 30-39 | 40-49 | 50-65 | 65-85 | Понад 85 |
| -------- | ----------- | ----- | ----- | ----- | ----- | ----- | ----- | -------- |
| Чоловіки | 2039        | 904   | 771   | 1224  | 1251  | 1437  | 958   | 130      |
| Жінки    | 1938        | 883   | 725   | 1252  | 1313  | 1446  | 1226  | 265      |

## Суміжні округи
- Гамільтон — північ
- Кор'єлл — північний схід
- Белл — південний схід
- Бернет — південь
- Сан-Саба — захід
- Міллс — північний захід

## Виноски
1. ↑  https://web.archive.org/web/20180216143221/http://publications.newberry.org/ahcbp/documents/TX_Individual_County_Chronologies.htm
2. ↑  U.S. Decennial Census. United States Census Bureau. Архів оригіналу за 4 квітня 2018. Процитовано 3 травня 2015.
3. ↑  Texas Almanac: Population History of Counties from 1850–2010 (PDF). Texas Almanac. Архів оригіналу (PDF) за 26 лютого 2015. Процитовано 3 травня 2015.
4. ↑  State & County QuickFacts. United States Census Bureau. Архів оригіналу за 18 жовтня 2011. Процитовано 19 грудня 2013.(англ.) Наведено за англійською вікіпедією.
5. ↑  American FactFinder. Бюро перепису населення США. Архів оригіналу за 26 лютого 2012. Процитовано 31 січня 2008.

| США | Це незавершена стаття з географії США. Ви можете допомогти проєкту, виправивши або дописавши її. |